# Armoriale dei comuni della provincia di Lecce
Questa pagina contiene le armi (stemmi e blasonature) dei comuni della provincia di Lecce.
| Stemma                                                           | Comune e blasonatura | Gonfalone                   |
| ---------------------------------------------------------------- | --- | --------------------------- |

Stemma della Provincia di Lecce

|                                                                  | Alessano Croce rossa su campo argento in mezzo a due ali di colore azzurro, piantata sopra tre monti e sormontata da una corona d'oro con cinque torri Gonfalone: drappo troncato di azzurro e di rosso, riccamente ornato di ricami d'oro e caricato dallo stemma sopra descritto con la iscrizione centrata in oro, recante la denominazione della città. Le parti di metallo ed I cordoni saranno dorati. L'asta verticale sarà ricoperta di velluto dei colori del drappo, alternati, con bullette dorate poste a spirale. Nella freccia sarà rappresentato lo stemma della città e sul gambo inciso il nome. Cravatta con nastri tricolorati dai colori nazionali frangiati d'oro. |                             |
|                                                                  | Alezio D'azzurro, alla fenice d'oro, sulla sua immortalità, fissante un sole orizzontale destro pure d'oro; sulla campagna d'oro, le lettere in caratteri messapici d'azzurro: ΑΛΙΧΙΑC. Motto: Post fata resurgo. Ornamenti esteriori da Comune. Gonfalone: drappo troncato di giallo e di azzurro… DPR 15 dicembre 1981 |                             |
|                                                                  | Alliste Gonfalone: drappo partito di bianco e di azzurro… |                             |
|                                                                  | Andrano Di rosso, a sette spighe di frumento d'oro e a sei foglie lineari dello stesso, alternate, il tutto posto a ventaglio e legato d'azzurro. Ornamenti esteriori da comune. Gonfalone: Drappo d'azzurro riccamente ornato di ricami d'argento e caricato dello stemma con la iscrizione: Comune di Andrano. D.P.R. del 23 gennaio 1984 |                             |
|                                                                  | Aradeo D'azzurro, all'altare di marmo variegato, sostenente un calice d'argento, sormontato da un'ostia ed accostato da due candelieri d'argento con cero acceso, pure al naturale. DPR del 27 dicembre 1963 Gonfalone: drappo partito di bianco e di azzurro… |                             |
|                                                                  | Arnesano D'azzurro, al monte di tre vette, alla tedesca, d'oro, la vetta centrale, più alta e più larga, cimata dalla fiamma di rosso. Ornamenti esteriori da Comune. DPR 6 giugno 1988 Gonfalone: drappo partito di giallo e di rosso… |                             |
|                                                                  | Bagnolo del Salento |                             |
|                                                                  | Botrugno D'oro, al granchio montante di nero, posto in punta, accompagnato a destra, dal ramo di vite, posto in palo nella parte inferiore, con la sommità posta ad arco verso il centro del capo, esso ramo munito di dieci foglie, quattro poste esternamente, alternate da quattro foglioline, le altre sei foglie poste internamente, parzialmente alternate da tre foglioline, il tutto di verde; a sinistra dalla cometa d'azzurro, codata di due raggi ondeggianti, posta in banda alzata. Ornamenti esteriori da Comune. D.P.R. del 4 giugno 1990 Gonfalone: drappo di azzurro… |                             |
|                                                                  | Calimera D'azzurro, al sole d'oro. Ornamenti esteriori da Comune. D.P.C.M. dell'11 maggio 1957 Gonfalone: drappo di azzurro… DPR 14 luglio 1957 |                             |
|                                                                  | Campi Salentina Di azzurro, al covone di grano, d'oro, legato di verde. Ornamenti esteriori da Città. Gonfalone: Drappo quadrangolare di un metro per due, di colore giallo con al centro lo stemma comunale. Alla sommità dello stemma è riportata la scritta "Città di Campi Salentina" ricamata in oro. DPR 21 aprile 1999 |                             |
|                                                                  | Cannole D'oro, alla canna fogliata di sette, quattro a destra, tre a sinistra, di verde. Ornamenti esteriori da Comune. D.P.R. del 27 luglio 1987 Gonfalone: drappo partito di giallo e di verde… |                             |
|                                                                  | Caprarica di Lecce Gonfalone: drappo di verde al palo di bianco… DPR 15 aprile 1996 |                             |
|                                                                  | Carmiano Scudo in cui campeggia, racchiuso in un medaglione sormontato da una corona aurea, un albero di pino con al centro della cima verde una stella d'oro ed ai piedi del tronco, ad una certa altezza dal terreno, due strisce parallele di colore marrone. Gonfalone: drappo di bianco… |                             |
|                                                                  | Carpignano Salentino Gonfalone: Drappo di giallo… |                             |
|                                                                  | Casarano Di porpora, al pino d'Italia, di verde, fustato al naturale, nodrito nella campagna diminuita, d'oro, accollato dal serpente di verde, di tre spire, con la testa rivoltata, posta a sinistra del tronco, con la coda caricante la campagna diminuita. Sotto lo scudo, su lista bifida e svolazzante di porpora, il motto, in lettere maiuscole di nero ESTOTE PRUDENTES SICUT SERPENTES. Ornamenti esteriori di Città. Gonfalone: Drappo giallo con la bordatura diminuita, di porpora, riccamente ornato di ricami d'oro e caricato dello stemma come descritto al comma sei e con la iscrizione centrata in oro, recante la denominazione della Città, Le parti di metallo ed i cordoni sono dorati. L'asta verticale è ricoperta di velluto dei colori del drappo, alternati, con bullette dorate poste a spirale. Nella freccia è rappresentato lo stemma della Città e sul gambo è inciso il nome. Cravatta con nastri tricolorati dai colori nazionali frangiati d'oro. D.P.R. del 4 febbraio 1993                                                     |                             |
|                                                                  | Castri di Lecce D'argento, all'ulivo fruttato, con un tralcio di vite attorcigliato al fusto da cui pende a destra un pampino ed a sinistra un grappolo di uva nera; il tutto nodrito su pianura di verde, e sormontato da una stella (6) d'azzurro. Ornamenti esteriori del Comune. D.P.R. del 24 maggio 1957 Gonfalone: Drappo partito di bianco e di verde |                             |
|                                                                  | Castrignano de' Greci D'oro, al castello triturrito di rosso, chiuso e murato di nero, le torri merlate ciascuna di tre alla ghibellina, quella centrale più elevata. Gonfalone: Drappo partito di giallo e di rosso caricato dell'arma sopra descritta e ornato di ricchi fregi d'argento. |                             |
|                                                                  | Castrignano del Capo D'azzurro, al castello d'argento, chiuso e mattonato di nero, con il fastigio privo di merli, recante tre torri finestrate, ciascuna merlata alla guelfa, di cui quella centrale più alta e più larga. D.P.R. del 25 giugno 1998 Gonfalone: Drappo partito di bianco e d'azzurro, riccamente ornato di ricami d'argento. Riporta al centro lo stemma del Comune con l'iscrizione centrata in argento, recante la denominazione del Comune. |                             |
|                                                                  | Castro D'argento, al castello rosso, mattonato di nero, formato da tre torri, riunite da due cortine di muro, la torre centrale più alta, le torri munite di forti barbacani, merlate alla guelfa di quattro e prive di finestre, le cortine prive di merli e munite di due finestrelle, di nero, una e una, la torre centrale chiusa di nero, esso castello fondato sulla campagna di azzurro, fluttuosa di argento e accompagnato negli angoli del campo da due lettere maiuscole C, di azzurro, una e una. Ornamenti esteriori da comune. Gonfalone: drappo di rosso… |                             |
|                                                                  | Cavallino Pegaso rivoltato verso l'alto slanciato d'argento in un quadrato con fondo azzurro, circondato da due ramoscelli, e sottostante ad una corona dorata. Gonfalone: drappo partito di azzurro e di bianco… |                             |
|                                                                  | Collepasso Di azzurro, al monte di cinque cime di verde, poste in fascia, sostenenti: la prima cima un fascio intrecciato di tralci di viti pampinosi e di steli di grano, il tutto d'oro, l'ultima cima un albero di olivo; nel cantone sinistro del capo una stella d'argento. Ornamenti esteriori da Comune. D.P.R. del 10 gennaio 1951 Gonfalone: drappo di colore azzurro riccamente ornato di ricami d'argento e caricato dello stemma sopra descritto con l'iscrizione centrata in argento "Comune di Collepasso". Le parti di metallo ed i cordoni saranno argentati. L'asta verticale sarà ricoperta di velluto azzurro con bullette argentate poste a spirale. Nella freccia sarà rappresentato lo stemma del Comune e sul gambo inciso il nome. Cravatta e nastri ricolorati dai colori nazionali frangiati di argento. |                             |
|                                                                  | Copertino Gonfalone: drappo di azzurro… |                             |
|                                                                  | Corigliano d'Otranto Gonfalone: drappo partito di bianco e di rosso… |                             |
|                                                                  | Corsano D'oro, a due serpenti di verde, affrontati decussati e ridecussati, racchiudenti un cuore di rosso. Ornamenti esteriori da Comune. Gonfalone: Drappo troncato di verde e di rosso riccamente ornato di ricami d'argento e caricato dello stemma comunale con la iscrizione centrata in argento: "Comune di Corsano". Le parti di metallo ed i cordoni saranno argentati. L'asta verticale ricoperta di velluto dei colori del drappo, alternati, con bullette argentate poste a spirale. Nella freccia sarà rappresentato lo stemma del Comune e sul gambo inciso il nome. Cravatta e nastri tricolori dai colori nazionali frangiati d'argento. DPR n. 2107 del 31 marzo 1983 |                             |
|                                                                  | Cursi Gonfalone: drappo di azzurro… |                             |
|                                                                  | Cutrofiano Un cavaliere su un cavallo rampante al di sopra di un piano di campagna con elmo a visiera e corazza, rivolto verso destra, racchiuso in uno scudo puntato in basso; il tutto è contornato da due rametti, uno di quercia (a destra) e l'altro d'olivo (a sinistra) e sormontato da una corona turrita con tre posterle visibili in basso di cui due ai margini e con nove merli a coda di rondine in argento visibili in alto. Gonfalone: drappo di azzurro… |                             |
|                                                                  | Diso Arma d'azzurro all'agnello pasquale d'argento, con la testa in maestà sostenente una bandiera bifida dello stesso, crociata di rosso, l'asta di nero terminante a croce, sviluppata prima a sinistra poi terminante con le punte a destra. L'agnello è passante su una pianura erbosa di verde. Gonfalone: drappo di azzurro… |                             |
|                                                                  | Gagliano del Capo Gallo fermo su di un serpe dalla testa rivoltata alla campagna montuosa all'orizzonte, il tutto a colori naturali, ornamenti esteriori da Comune. D.P.C.M. del 3 settembre 1951 Gonfalone: drappo troncato di verde e bianco riccamente ornato di ricami d'argento e caricato dello stemma sopra descritto con la iscrizione centrata in argento: Comune di Gagliano del Capo. Le parti in metallo ed i cordoni saranno argentati. L'asta verticale ricoperta di velluto dei colori del drappo, alternati con bullette argentate poste a spirale. Nella freccia sarà rappresentato lo stemma del Comune e sul gambo inciso il nome. Cravatta e nastri tricolori dai colori nazionali frangiati d'argento. DPR 30 agosto 1952 |                             |
|                                                                  | Galatina Stemma di color azzurro, caricato da due chiavi pontificie di color oro, poste in croce di Sant'Andrea, con l'ingegno rivolto verso l'alto e cimate in capo da una corona, di tre punte dallo stesso, e da una civetta (simbolo di Athena) posta in maestà. Al capo del blasone segni esterni di Città, sui lati ramoscelli di ulivo e alloro. Gonfalone: drappo di colore azzurro, caricato dall'arma comunale… |                             |
|                                                                  | Galatone Di verde alla fiamma di rosso. Ornamenti esteriori di Città. Gonfalone: drappo di azzurro… |                             |
|                                                                  | Gallipoli Raffigura un gallo coronato che reca tra le zampe un cartiglio con la scritta latina fideliter excubat. Gonfalone: drappo di rosso bordato di azzurro… |                             |
| Stemma precedentemente in uso                                    | Giuggianello Gonfalone: drappo di giallo bordato di azzurro… |                             |
|                                                                  | Giurdignano Di azzurro, alla lettera maiuscola G in carattere lapidario, d'oro, sormontata dal cappello a tesa larga con la coppa piccola e tondeggiante, dello stesso. Ornamenti esteriori da Comune D.P.R. del 20 febbraio 1996 Gonfalone: drappo di giallo, riccamente ornato di ricami d'argento e caricato dallo stemma sopra descritto con la iscrizione centrata in argento, recante la denominazione del Comune. Le parti di metallo ed i cordoni argentati. L'asta verticale è ricoperta di velluto giallo, con bullette argentate poste a spirale. Nella freccia è rappresentato lo stemma del Comune e sul gambo inciso il nome. Cravatta con nastri tricolorati dai colori nazionali frangiati d'argento. |                             |
|                                                                  | Guagnano Scudo di colore celeste su cui è riportato un albero di pino infilato sul dorso di un cavallo bianco senza briglie e sovrastato da una corona. Gonfalone: Drappo azzurro, orlato con frangia dorata. Al centro vi è lo stemma del Comune, sovrastato dall'iscrizione centrata "Comune di Guagnano" e circondato nella parte inferiore da due rami, uno di olivo e uno di quercia, legati da un nastro dorato. |                             |
|                                                                  | Lecce D'argento alla lupa passante di nero, attraversante il fusto di un albero di leccio di verde, sradicato e ghiandifero d'oro. R.D. del 20 aprile 1942 Gonfalone: drappo di bianco… |                             |
|                                                                  | Lequile Di azzurro, all'aquila rivoltata, con il volo alzato, d'oro, allumata e linguata di rosso, sormontata dalla corona all'antica di nove punte visibili, d'oro. Ornamenti esteriori da Comune. Gonfalone: drappo di giallo… DPR 10 gennaio 2013 |                             |
|                                                                  | Leverano D.C.G. del 30 dicembre 1928 Gonfalone: drappo partito di rosso e di bianco… |                             |
|                                                                  | Lizzanello Di azzurro, alla pianta di elce, ghiandata di oro, nascente dalla campagna al naturale e una lupa, ferma, contro il fusto dell'albero. Gonfalone: Partito di verde e di azzurro e caricato dall'arma comunale… |                             |
|                                                                  | Maglie D'azzurro a tre anelletti (maglie) d'argento, male ordinati e intrecciati. Ornamenti esteriori da Comune. R.D. del 2 febbraio 1890 Gonfalone: drappo di giallo… |                             |
|                                                                  | Martano Scudo con cavaliere sannita che monta un cavallo rampante, con ai lati due rami di quercia e di alloro, sormontato da una corona merlata e con in basso la scritta Virum in Silices Vertit Martius Pegaseus Aegide. |                             |
|                                                                  | Martignano |                             |
|                                                                  | Matino Campo di cielo, al sole d'oro, con la parte inferiore esiguamente celata dal colle centrale del monte alla tedesca in tre colli. Fondato in punta, di verde, questo colle centrale è caricato dalla lettera maiuscola M, di argento. Ornamenti esteriori da Città. D.P.R. del 30 marzo 2004 Gonfalone: Drappo di bianco con la bordatura di azzurro, riccamente ornato di ricami d'oro e caricato dallo stemma sopra descritto con l'iscrizione centrata in oro, recante la denominazione della Città. Le parti di metallo ed i cordoni sono dorati. L'asta verticale è ricoperta da velluto dello stesso colore del drappo, alternati con bullette dorate poste a spirale. Nella freccia è rappresentato lo stemma della Città, e sul gambo vi è inciso il nome. Cravatta con nastri tricolorati dai colori nazionali frangiati d'oro. |                             |
| Altra raffigurazione dello stemma                                | Melendugno Gonfalone: drappo partito di verde e di bianco… |                             |
|                                                                  | Melissano di azzurro, all'ape di oro, accostata da tre carrube (melissa), due ornate in capo e una in punta dello scudo. Gonfalone: drappo di azzurro… |                             |
|                                                                  | Melpignano Gonfalone: drappo di azzurro… |                             |
|                                                                  | Miggiano D'azzurro, al melo al naturale terrazzato di verde. Ornamenti esteriori da Comune. R.D. del 9 febbraio 1935 Gonfalone: drappo di colore giallo con inserito lo stemma del Comune. |                             |
|                                                                  | Minervino di Lecce Di colore azzurro con la dea Minerva vestita con ampio peplo e diadema d'oro, impugnante con la sinistra uno scudo ed una lancia e con la destra una penna d'oca, e da una torre merlata argentata. Gonfalone: Di colore azzurro, riccamente ornato di ricami d'argento e caricato dallo stemma comunale. Il tutto sormontato dalla scritta in oro: Comune di Minervino di Lecce. |                             |
|                                                                  | Monteroni di Lecce D'azzurro, al ramo di palmizio, posto in banda centrale, e all'olivo posto in sbarra, di verde, nodriti sulla vetta centrale del monte al naturale di tre vette, accompagnati in capo da due stelle di argento di otto raggi, poste in fascia. Ornamenti esteriori da Comune. Gonfalone: Drappo di bianco riccamente ornato di ricami d'argento e caricato dello stemma comunale con l'iscrizione centrale in argento: Comune di Monteroni di Lecce. Le parti di metallo ed i cordoni sono argentati. L'asta verticale è ricoperta di velluto bianco con bullette argentate poste a spirale. Nella freccia è rappresentato lo stemma del Comune e sul gambo inciso il nome. Cravatta con nastri tricolorati dai colori nazionali frangiati d'argento. |                             |
|                                                                  | Montesano Salentino Di azzurro, alla montagna rocciosa, di forma pressoché conica, isolata, d'argento. Ornamenti esteriori da Comune. D.P.R. del 29 gennaio 2003 Gonfalone: drappo di bianco… |                             |
| Versione in uso sul sito comunale Altra versione in uso          | Morciano di Leuca Gonfalone: drappo di azzurro… |                             |
|                                                                  | Muro Leccese Troncato: nel primo, di rosso, alla testa di moro in profilo, al naturale, capelluta di nero, ornata dal serto di alloro di verde, sostenuta dalla linea di partizione; nel secondo di argento, murato di nero, a guisa di cortina di muro formata da ventidue blocchi rettangolari, posti in sei fasce. Ornamenti esteriori da Città. D.P.R. del 25 novembre 1988 Gonfalone: drappo di bianco riccamente ornato di ricami d'oro e caricato dello stemma sopra descritto con la iscrizione centrata in argento recante la denominazione di Città. Le parti di metallo ed i cordoni saranno dorati. L'asta verticale sarà ricoperta di velluto bianco con bullette dorate poste a spirale. Nella freccia sarà rappresentato lo stemma del Comune e sul gambo inciso il nome. Cravatta con nastri tricolorati dai colori nazionali frangiati d'oro. |                             |
|                                                                  | Nardò D'argento, al toro di rosso, coronato d'oro, sulla pianura erbosa, con la zampa anteriore destra sollevata, su di uno zampillo d'acqua. Sotto lo scudo su lista bifida d'argento, la scritta in nero: "TAURO NON BOVI". Ornamenti esteriori da Città. D.P.C.M. dell'11 novembre 1952 Gonfalone: Drappo di colore rosso riccamente ornato di ricami d'oro e caricato con lo stemma civico con al centro l'iscrizione in oro "Città di Nardò". D.P.R. del 6 ottobre 1953 |                             |
|                                                                  | Neviano Due cime montuose sovrastate, quella di sinistra, da un albero, quella di destra, da una torre. Tra le due cime vi è un sole giallo in campo azzurro Gonfalone: Drappo partito di bianco e di azzurro… |                             |
|                                                                  | Nociglia d'argento all'albero di noce su terrazza di verde, sinistrato da un giglio gambuto e fiorito di tre; il tutto al naturale. Ornamenti esteriori da Comune D.P.R. del 14 marzo 1968 Gonfalone: drappo di bianco… |                             |
|                                                                  | Novoli Gonfalone: drappo di bianco… |                             |
|                                                                  | Ortelle d'argento, alla torre quadrangolare, merlata di quattro alla guelfa, di pietra, posta a destra, con porta rettangolare sormontata da una finestra anch'essa rettangolare, il tutto di nero, caricante un pino italico di verde; al centro una chiesa con porta rettangolare sormontata da una finestra quadrata, entrambe di nero, tegolata di cotto, caricante a sinistra, verso la fine della navata, un campanile tegolato di cotto; tra la torre e la chiesa una colonna cimata da una croce di nero; a sinistra una torre quadrangolare, più piccola della prima, merlata di tre alla guelfa, con tre finestre quadrate male ordinate, chiuse di nero; in punta tre ulivi, posti uno accanto all'altro, sradicati, di verde; alla campagna diminuita di azzurro. Ornamenti esteriori da Comune. Gonfalone: drappo di colore verde caricato dell'Arma sopra descritta ed ornato di fregi d'argento… |                             |
| Versione talvolta in uso                                         | Otranto Un campo d'azzurro, alla torre cilindrica d'argento, avvinghiata da una serpe di nero che, risalendo in senso sinistrorso i fianchi di essa torre, introduce la testa nell'alta finestra aperta nel campo… lo scudo fra due rami di quercia e d'alloro decussati alla base è timbrato dalla corona urbica del rango di città. Gonfalone: drappo di rosso… |                             |
|                                                                  | Palmariggi D'argento al ramo di palma di verde posto in palo. Ornamenti esteriori da Comune. D.P.R. del 9 gennaio 1970 Gonfalone: drappo troncato di verde e di bianco… |                             |
|                                                                  | Parabita D'azzurro, al castello torricellato di due, al naturale, aperto di nero, posto su una pianura erbosa di verde, a due cipressi, al naturale, uscenti dalla cortina, con l'arcangelo Gabriele, pure al naturale, con la spada sguainata, librato sulla torre di destra. D.P.R. del 10 gennaio 1929 Gonfalone: drappo di azzurro… |                             |
|                                                                  | Patù d'oro al gatto seduto, rivoltato di tre quarti, di azzurro, abboccante il pesce posto in sbarra abbassata con la testa all'ingiù, rovesciato d'argento. Gonfalone D.P.R. nº 3350 del 16 aprile 1991 Gonfalone: drappo di azzurro… |                             |
|                                                                  | Poggiardo di cielo, al bue rivoltato, di nero, cornato d'oro, allumato di rosso, fermo sulla campagna di verde, accompagnato a sinistra dal rocchio di colonna scanalata, d'oro, spezzata in banda, esso rocchio sostenuto dalla campagna. Ornamenti esteriori da Città. Gonfalone drappo di giallo D.P.R. 20 marzo 2006 |                             |
|                                                                  | Porto Cesareo di colore azzurro e raffigurante, in sintesi, una sirena di carnagione chiara, doppiamente codata di argento, col capo coronato con corona marchionale d'argento e caricato dalle parole "CAESAREA COMMUNITAS". D.P.R nº 5978 del 22 luglio 1991 |                             |
|                                                                  | Presicce-Acquarica |                             |
|                                                                  | Racale D'argento, alla lupa di nero, ferma, che allatta due bambini di carnagione. Ornamenti esteriori da Città. Gonfalone: Drappo troncato, di nero e di bianco, riccamente ornato di ricami d'oro e caricato dello stemma sopra descritto con la iscrizione centrata in oro: Città di Racale. Le parti di metallo ed i cordoni saranno dorati. L'asta verticale sarà ricoperta di velluto dei colori del drappo, alternati, con bullette dorate poste a spirale. Nella freccia sarà rappresentato lo stemma del Comune e sul gambo inciso il nome. Cravatta e nastri tricolorati dai colori nazionali frangiati d'oro. D.P.R. del 12 novembre 1971 |                             |
|                                                                  | Ruffano Gonfalone: drappo di azzurro… |                             |
|                                                                  | Salice Salentino Lo stemma rappresenta un salice piangente impiantato, sul cui tronco si avvolge un serpente che forma la lettera esse, racchiuso in uno scudetto sormontato da una corona a cinque punte. Gonfalone: di colore bianco, riproduce al centro lo stemma, con al di sopra la scritta COMUNE DI e al di sotto la scritta SALICE SALENTINO. |                             |
|                                                                  | Salve Gonfalone: Drappo di azzurro… |                             |
|                                                                  | San Cassiano d'azzurro, al palmizio al naturale nodrito sul terreno ristretto di verde accompagnato a metà del tronco dalle lettere S e C d'oro. Ornamenti esteriori da Comune. D.P.R. del 12 ottobre 1985 Gonfalone: drappo di giallo… |                             |
|                                                                  | San Cesario di Lecce partito: nel primo, d'oro, al grappolo d'uva, di porpora, munito di tralcio di verde, posto in fascia, pampinoso di due, dello stesso, con i pampini posti all'ingiù: nel secondo, trinciato: A) di rosso, alla stella di otto raggi, d'oro, posta in capo; B) di azzurro, alla stella di orro raggi, d'oro, posta in punta; al capo di azzurro, caricato dalle lettere maiuscole S. e C. d'oro. Ornamenti esteriori da Comune. D.P.R. del 7 agosto 1992, registrato dalla Corte dei Conti il 23 settembre 1992 Gonfalone: drappo di verde, riccamente ornato di ricami d'argento e caricato dello stemma sopra descritto con la iscrizione centrata in argento, recante la denominazione del Comune. Le parti in metallo ed i cordoni saranno argentati. L'asta verticale sarà ricoperta di velluto verde, con bullette argentate poste a spirale. Nella freccia sarà rappresentato lo stemma del Comune e sul gambo inciso il nome. Cravatta con nastri tricolorati dai colori nazionali frangiati d'argento.                                   |                             |
|                                                                  | San Donato di Lecce Un leone che poggia la zampa destra sopra una palla e sullo sfondo un albero di ulivo. DPR nº 1280 del 9 marzo 1982 Gonfalone: drappo di bianco… |                             |
|                                                                  | San Pietro in Lama Su sfondo azzurro due chiavi decussate (una d'oro e una d'argento) accompagnate in capo da una tiara ed una punta da un camauro di porpora. Ornamenti esterni da Comune. Gonfalone: Troncato di bianco e di giallo… |                             |
|                                                                  | Sanarica Cinque torri circoscritte da uno scudo sormontato da una corona. Gonfalone: drappo troncato di azzurro e di rosso… |                             |
|                                                                  | Sannicola Troncato: al 1º di rosso al grappolo d'oro, fogliato di verde; al 2º d'argento, alla croce d'azzurro. DR 31 dicembre 1914. |                             |
|                                                                  | Santa Cesarea Terme |                             |
|                                                                  | Scorrano |                             |
|                                                                  | Seclì d'argento, caricato da ventiquattro olive di nero ordinate in fascia 2, 4, 6, 6, 6, accompagnate in punta da una biscia di colore verde. Ornamenti esteriori da Comune. Gonfalone: drappo partito di bianco e di verde riccamente ornato d'argento e caricato dello stemma sopra descritto, con la iscrizione centrata in argento "COMUNE DI SECLÌ" Le parti di metallo ed i cordoni sono argentati. L'asta verticale sarà ricoperta di velluto dei colori del drappo alternati, con bullette argentate poste a spirale. Nella freccia sarà rappresentato lo stemma del comune e sul gambo inciso il nome. Cravatta e nastri tricolorati dai colori nazionali frangiati d'argento. D.P.R. del 25 maggio 1977, trascritto nei registro Araldico dell'Archivio Centrale dello Stato il 2 luglio 1977 |                             |
|                                                                  | Sogliano Cavour Gonfalone: drappo di bianco… |                             |
|                                                                  | Soleto Gonfalone: drappo di bianco… |                             |
| Stemma nella versione sannitica                                  | Specchia Mandorlo fiorito poggiante su un cumulo di pietre e sormontato da una corona con cinque torri. Gonfalone: drappo di bianco… |                             |
| Stemma in uso Stemma concesso nel 1959 Stemma precedente al 1959 | Spongano Di rosso, al fusto di canna, d'oro, posto in palo, cimato dalla spugna dello stesso, accompagnato in capo da tre stelle di otto raggi, d'oro, male ordinate. Ornamenti esteriori da Comune. D.P.R. del 21 marzo 1997 Gonfalone: Drappo di giallo, riccamente ornato di ricami d'argento e caricato dallo stemma comunale con l'iscrizione centrata in argento recante la denominazione del Comune, le parti di metallo ed i cordoni saranno argentati. L'asta verticale sarà ricoperta di velluto giallo con bullette argentate poste a spirale. Nella freccia sarà rappresentato lo stemma del Comune e sul gambo inciso il nome. Cravatta con nastri tricolorati dai colori nazionali frangiati d'argento. Stemma precedente: d'azzurro pieno, al capo di rosso, caricato di tre stelle d'argento male ordinate. Ornamenti esteriori da Comune. Incongruenza tra disegno e blasonatura: Sul bozzetto le tre stelle non si presentano esattamente come male ordinate. D.P.R. del 9 gennaio 1959 Gonfalone precedente: drappo troncato di rosso e di azzurro… | Gonfalone concesso nel 1959 |
|                                                                  | Squinzano D'azzurro, al leone d'oro, linguato e allumato di rosso, rivoltato, rampante in sbarra a sinistra, in atto di slanciarsi verso il fianco dello scudo, la testa e le due zampe anteriori propinque a detto fianco, le due zampe posteriori sostenute dalla pianura di verde, esso leone accompagnato a destra da due alberi di verde, fustati al naturale, spostati a destra, nodriti nella pianura, l'albero attiguo al fianco dello scudo con la chioma parzialmente celata della chioma dell'altro albero. Gonfalone: Drappo di rosso… |                             |
|                                                                  | Sternatia Gonfalone: drappo di giallo… |                             |
|                                                                  | Supersano D.P.R. del 19 maggio 1971, registrato alla Corte dei Conti il 21 giugno 1971, reg. n. 4, foglio n. 234 Gonfalone: drappo troncato di verde e di azzurro… |                             |
|                                                                  | Surano |                             |
|                                                                  | Surbo un albero di sorbe con alla base un lupo. Tale stemma è sovrastato da una corona merlata. Gonfalone: drappo di colore celeste |                             |
|                                                                  | Taurisano D'argento, al toro di nero, fermo sulla campagna di verde. Ornamenti esteriori da Comune. Gonfalone: drappo partito di bianco e di verde riccamente ornato di ricami d'argento e caricato dello stemma sopra descritto con la iscrizione centrata in argento: Comune di Taurisano. Le parti di metallo ed i cordoni saranno argentati. L'asta verticale sarà ricoperta di veluto dei colori del drappo, alternati, con bullette argentate poste a spirale. Nella freccia sarà rappresentato lo stemma del Comune e sul gambo inciso il nome. Cravatta con nastri tricolori nazionali frangiati d'argento. D.P.R. del 26 marzo 1985 Bandiera: drappo di bianco con la bordatura di verde, caricato dallo stemma comunale con la iscrizione centrata in argento, recante la denominazione del Comune. L'asta sarà ornata dalla cravatta dai colori nazionali. D.P.R. del 4 novembre 2003 |                             |
|                                                                  | Taviano Di rosso a tre racemi di dattero verde, posti a ventaglio, fruttati d'oro. Ornamenti esteriori da Città. Gonfalone: Drappo troncato, di rosso e di giallo, riccamente ornato di ricami d'argento e caricato dello stemma comunale con l'iscrizione centrata in oro: Città di Taviano. Le parti di metallo e i cordoni saranno dorati. L'asta verticale sarà ricoperta di velluto dei colori del drappo, alternati, con bullette argentate poste a spirale. Nella freccia sarà rappresentato lo stemma del Comune e sul gambo inciso il nome. Cravatta e nastri tricolori dai colori nazionali frangiati d'oro. D.P.R. del 25 maggio 1968 |                             |
|                                                                  | Tiggiano D'azzurro alla testa di Giano bifronte d'oro. Ornamenti esteriori da comune. Gonfalone: Drappo troncato di giallo e di azzurro… D.P.R. del 24 febbraio 1979 |                             |
|                                                                  | Trepuzzi D'argento ad un pozzo di rosso murato di nero con verricello e corda di nero, fiancheggiato da due pozzi pure di rosso murati di nero. Gonfalone: Drappo partito di bianco e di rosso riccamente ornato di ricami d'argento e caricato dallo stemma civico con al centro la iscrizione in argento: Comune di Trepuzzi. Le parti di metallo ed i cordoni sono argentati. L'asta verticale è ricoperta di velluto dei colori del drappo, alternati, con bullette argentate poste a spirale. Nella freccia è rappresentato lo stemma del Comune e sul gambo è inciso il nome. Cravatta e nastri tricolorati dai colori nazionali frangiati d'argento. D.P.R. del 15 luglio 1982 |                             |
|                                                                  | Tricase Scudo diviso in due sezioni verticali: a sinistra sono raffigurate tre case su campo rosso, mentre, nella parte destra, vi è un albero di pino marittimo sovrastato da una stella. Gonfalone: drappo di azzurro… |                             |
| Versione in uso dello stemma                                     | Tuglie Troncato: nel primo di cielo alla calandra rivoltata di nero e d'argento sormontata da tre stelle di sei raggi dello stesso; nel secondo d'argento a quattro pali ristretti di rosso. Ornamenti esteriori da Comune. Gonfalone: drappo di azzurro… |                             |
|                                                                  | Ugento Di azzurro, all'Ercole di carnagione, in maestà, capelluto e barbuto di castano al naturale, con la spoglia del leone nemeo, d'oro, scendente dalla spalla sinistra e coprente i fianchi e parte della gamba sinistra, l'Ercole sostenuto dalla campagna diminuita di verde, e afferrante con la mano destra la clava di nero, posta in palo, poggiata sulla campagna; il tutto accompagnato da due cornucopie d'oro, ricolme di fiori e frutti, al naturale, poste in palo nei cantoni del capo. Sotto lo scudo, su lista bifida e svolazzante di azzurro, la scritta, in lettere maiuscole di nero, OZAN. Ornamenti esteriori da Città. Gonfalone: Drappo di giallo… D.P.R. del 6 marzo 2006 |                             |
|                                                                  | Uggiano la Chiesa D'azzurro al sole raggiante d'oro, caricato di un'Ostia d'argento con il nome di Gesù consistente nella sigla IHS sormontata da una croce ed avente al di sotto tre chiodi incrociati nelle punte, il tutto di nero ed accompagnato in punta dalla scritta centrale in caratteri d'oro: "SOL IN LEONE FORTIOR". Ornamenti esteriori da Comune. Gonfalone: drappo di giallo… |                             |
|                                                                  | Veglie |                             |
|                                                                  | Vernole Gonfalone: drappo di azzurro… |                             |
|                                                                  | Zollino D'azzurro, al sole d'oro. Ornamenti esteriori da Comune. Gonfalone: drappo di giallo… |                             |